# Krijn de Kooning
Krijn de Koning, né le 5 mars 1963 à Amsterdam est un artiste  néerlandais qui pratique l'art in situ. Il vit et travaille à Amsterdam.

## Biographie
Krijn de Koning est étudiant en art de 1983 à 1988, à la Gerrit Rietveld Academie à Amsterdam. De 1988 à 1990,  il fait partie de De Ateliers à Haarlem. De 1991 à 1992, il est étudiant à l'Institut de hautes études en arts plastiques à Paris. Il est l'élève de Daniel Buren. De 1996 à 1999, il est enseignant à l' Académie d'art et d'industrie (nl) à Enschede aux Pays-Bas, puis à l'École régionale des beaux-arts de Rennes en Bretagne.   
Depuis le début des années 1990, Krijn de Koning intervient dans l'espace public. Ses œuvres sont souvent temporaires et toujours en lien avec le site pour lesquelles elles sont conçues. Son intervention se situe entre architecture et sculpture.
Les conceptions de Krijn de Konings  sont le plus souvent de couleurs claires. Le matériau de construction est entièrement recouvert de surfaces colorées. Les Farbstrukturen rappellent un labyrinthe de murs, de couloirs et de fenêtres. L'Installation Dwelling de 2014 illustre cela. La surface de Façade de 2012 est recouvert d'aplats de couleur bleu.
En 2018, Krijn de Koning réalise PORTES OUVERTES, un projet pour la rue de l’Alma à Rennes.

## Expositions personnelles
- 2000: Krijn de Koning, Beeld voor De Vleeshal, De Vleeshal, Middelburg
- 2002: Krijn De Koning, Le Grand Café, Centre d'art contemporain de Saint-Nazaire, Saint-Nazaire
- 2005: Krijn de Koning, Het Mondriaanhuis, Amersfoort
- 2010: Krijn De Koning, Here, for This, Demisch Danant, New York, NY[7]
- 2011: Krijn de Koning, Vides pour un patio du Musée des Beaux-Arts de Nantes, Nantes
- 2014: Dwelling, Turner Contemporary, Margate s seafront[8],[9]
- 2018: Des volumes et des vides, Le Grand Café,  Centre d'art contemporain de Saint-Nazaire, Saint-Nazaire

## Prix et distinctions
- 2007, Prix Sikkens [10]

## Liens Externes
- Site officiel